# Esperanza (chanson)
Pour les articles homonymes, voir Esperanza.
Singles de Kana Nishino
Distance
(2011) Tatoe Donna ni…
(2011)
Pistes de Thank you, Love
*Prologue*〜Sunrise〜 Clap Clap!!
Esperanza est le 14e single de la chanteuse de J-pop Kana Nishino.

## Présentation
Il est sorti sous le label SME Records Inc. le 18 mai 2011 au Japon. Il sort au format CD. Il atteint la 5e position à l'Oricon. Il se vend à 28 747 exemplaires la première semaine et reste classé 8 semaines pour un total de 46 718 exemplaires vendus. Esperanza a été utilisée comme thème pour l'émission Sukkiri!!. La chanson Esperanza se trouve sur l'album Thank you, Love et sur la compilation Love Collection ~pink~.

## Pistes
| 1. | Esperanza       | Kana Nishino                  | DJ Mass, Hiroshi Yoshida, Toshihiro Takita | VIVID Neon*, Toshihiro Takita | 5:25 |
| 2. | Thinking of you | Kana Nishino                  | WolfJunk, mayula                           | WolfJunk                      | 4:39 |
| 3. | ONLY ONE        | Kana Nishino, DJ Mass, HIRO:N | DJ Mass, Toshihiro Takita, HIRO:N          | VIVID Neon*, Toshihiro Takita | 4:19 |